# Шевченко Олег Євгенович
Оле́г Євге́нович Шевче́нко (нар. 23 квітня 1988, Запоріжжя) — український футболіст, воротар клубу «Десна».

## Біографія
Олег Шевченко свою кар'єру починав у Славутичі, з одинадцяти років тренуючись у ФК «Каскад» (Славутич), перший тренер — Салей Олександр Михайлович. Виступи за футбольний клуб Єдність (Плиски) почав у квітні 2004 року.

### Клубна кар'єра
У сезоні 2009/2010 брав участь у грі з командою ФК Шахтар (Донецьк), в 1/8 Кубка України.
У сезоні 2010/2011 виступав за аматорський футбольний клуб Єдність-2 (Плиски) у Кубку регіонів УЄФА (7 місце у фінальному турнірі).
Брав участь у чемпіонаті України з футболу серед вищих навчальних закладів у складі футбольного клубу «МАУП-Єдність» (Київ).

## Досягнення
- 2-разовий чемпіон України з футболу серед вузів: 2009/10, 2010/11[4]